# Agamyxis albomaculatus
Espèce
Synonymes
- Doras albomaculatus

Agamyxis albomaculatus est une espèce de poissons-chats épineux d'eau douce endémique du fleuve Orénoque au Venezuela.